# Міжнародний форум з акредитації
Міжнародний форум з акредитації — глобальна асоціація організацій, що відповідають за атестаційне тестування стандартів в області систем менеджменту, продукції, послуг, персоналу та іншого. Його основна функція — це розробка єдиної всесвітньої програми атестаційного тестування, що зменшила б ризики для бізнесу та його клієнтів шляхом гарантій, що атестаційним сертифікатами можна довіряти. Акредитація гарантує компетенцію та неупередженість акредитованого органу.